# Coupe d'Islande de football 1978
La coupe d'Islande 1978 de football est la 18e édition de la Coupe nationale de football.
Elle s'est disputée du 30 mai 1978 au 27 août 1978, avec la finale jouée au Laugardalsvöllur à Reykjavik.
La Coupe revêt une haute importance puisque le vainqueur est qualifié pour la Coupe des Coupes (Si un club gagne à la fois le championnat et la Coupe, c'est le finaliste de la Coupe qui prend sa place en Coupe des Coupes).
Les 10 clubs de 1. Deild ne rentrent qu'en huitièmes de finale, alors que les clubs des divisions inférieures entrent au fur et à mesure des 3 tours préliminaires. Les équipes se rencontrent sur un  match simple. En cas de match nul, le match est rejoué sur le terrain de l'autre équipe.
C'est l'ÍA Akranes qui remporte la première Coupe d'Islande de son histoire en battant en finale le Valur Reykjavik. 

## Premier tour
| Équipe 1                | Résultat | Équipe 2                |
| ----------------------- | -------- | ----------------------- |
| Leiknir Reykjavik       | 2 - 5    | Oðinn                   |
| Leiknir Fáskrúðsfjörður | 2 - 0    | Hrafnkell Fr.           |
| Hekla                   | 6 - 2    | þor þorlakshöfn         |
| UMF Selfoss (D3)        | 3 - 0    | IK Kopavogur            |
| Stjarnan Gardabaer      | 0 - 4    | UMF Njarðvík            |
| Höttur Egilsstaðir      | 0 - 5    | Einherji                |
| Víðir Garður            | 1 - 4    | Fylkir Reykjavik (D2)   |
| Huginn Seyðisfjörður    | 3 - 4    | Austri Eskifjörður (D2) |
| UMF Grindavík           | 1 - 0    | Afturelding Mosfellsbær |

## Deuxième tour
| Équipe 1                 | Résultat | Équipe 2                  |
| ------------------------ | -------- | ------------------------- |
| Armann Reykjavik (D2)    | 4 - 2    | UMF Selfoss (D3)          |
| Völsungur Húsavík (D2)   | 1 - 2    | KS Siglufjördur           |
| þor Akureyri (D2)        | 3 - 2    | Héraðssamband Þingeyinga  |
| þrottur Norðfjörður (D2) | 5 - 7    | Austri Eskifjörður (D2)   |
| KR Reykjavik (D2)        | 3 - 1    | Haukar Hafnarfjörður (D2) |
| Hekla                    | 1 - 6    | Fylkir Reykjavik (D2)     |
| Vikingur Ólafsvík        | 4 - 1    | UMF Njarðvík              |
| Leiftur Ólafsfjörður     | 3 - 1    | Arroðin A.                |
| Magni Grenivík (D3)      | 3 - 6    | Tindastóll Sauðárkrókur   |
| ÍB Isafjörður (D2)       | 5 - 1    | Bolungarvík               |
| Einherji                 | 3 - 1    | Leiknir Fáskrúðsfjörður   |
| Oðinn                    | 1 - 3    | UMF Grindavík             |

## Troisième tour
| Équipe 1              | Résultat | Équipe 2                |
| --------------------- | -------- | ----------------------- |
| Armann Reykjavik (D2) | 0 - 4    | Vikingur Ólafsvík       |
| Einherji              | 3 - 1    | Austri Eskifjörður (D2) |
| þor Akureyri (D2)     | 4 - 1    | Leiftur Ólafsfjörður    |
| Fylkir Reykjavik (D2) | 2 - 1    | ÍB Isafjörður (D2)      |
| KR Reykjavik (D2)     | 3 - 1    | UMF Grindavík           |
| KS Siglufjördur       | 2 - 0    | Tindastóll Sauðárkrókur |

## Huitièmes de finale
- Entrée en lice des 10 équipes de 1. Deild

| Équipe 1                  | Résultat | Équipe 2                |
| ------------------------- | -------- | ----------------------- |
| ÍA Akranes (D1)           | 3 - 2    | KA Akureyri (D1)        |
| þor Akureyri (D2)         | 1 - 4    | ÍBV Vestmannaeyjar (D1) |
| Breiðablik Kopavogur (D1) | 2 - 1    | Fylkir Reykjavik (D2)   |
| Vikingur Reykjavik (D1)   | 0 - 1    | KR Reykjavik (D2)       |
| þrottur Reykjavik (D1)    | 4 - 3    | ÍBK Keflavík (D1)       |
| Einherji                  | 3 - 1    | Vikingur Ólafsvík       |
| FH Hafnarfjörður (D1)     | 0 - 0    | Fram Reykjavik (D1)     |
| Fram Reykjavik            | 1 - 0    | FH Hafnarfjörður        |
| KS Siglufjördur           | 0 - 2    | Valur Reykjavik (D1)    |

## Quarts de finale
| Équipe 1                  | Résultat | Équipe 2               |
| ------------------------- | -------- | ---------------------- |
| Einherji                  | 1 - 6    | ÍA Akranes (D1)        |
| Breiðablik Kopavogur (D1) | 2 - 0    | Fram Reykjavik (D1)    |
| KR Reykjavik (D2)         | 2 - 3    | þrottur Reykjavik (D1) |
| ÍBV Vestmannaeyjar (D1)   | 0 - 2    | Valur Reykjavik (D1)   |

## Demi-finales
| Équipe 1                  | Résultat | Équipe 2             |
| ------------------------- | -------- | -------------------- |
| þrottur Reykjavik (D1)    | 0 - 1    | Valur Reykjavik (D1) |
| Breiðablik Kopavogur (D1) | 0 - 1    | ÍA Akranes (D1)      |

## Finale
| 27 août 1978 | ÍA Akranes      | 1 - 0 | Valur Reykjavik | Laugardalsvöllur, Reykjavik |
|              | Petur Petursson |       |                 |                             |
|              | (Rapport)       |       |                 |                             |

- L'ÍA Akranes remporte la première Coupe d'Islande de son histoire et se qualifie pour la Coupe des Coupes 1979-1980.